# نيكولاس غراهام
نيكولاس غراهام هو شخصية أعمال كندي، ولد في 1958 في كندا.